# Râul Vânătorul Mic
Râul Vânătorul Mic este un curs de apă, afluent al râului Crememeț. 